# اندیس قدیر
قدیر یک اندیس فلزی است که در حوالی شهر اسفوردی استان کرمان قرار دارد و مادهٔ معدنی موجود در آن، سرب و روی است.  